# Xã Bond, Quận Lawrence, Illinois
Xã Bond (tiếng Anh: Bond Township) là một xã thuộc quận Lawrence, tiểu bang Illinois, Hoa Kỳ. Năm 2010, dân số của xã này là 685 người.